# Exoprosopa efflatounbeyi
Exoprosopa efflatounbeyi är en tvåvingeart som beskrevs av Paramonov 1928. Exoprosopa efflatounbeyi ingår i släktet Exoprosopa och familjen svävflugor. Inga underarter finns listade i Catalogue of Life.